# 北川景子
北川 景子（きたがわ けいこ、1986年〈昭和61年〉8月22日 - ）は、日本の女優。スターダストプロモーション所属。
兵庫県神戸市中央区出身。明治大学商学部商学科卒業。夫はBREAKERZのボーカルで歌手、タレントのDAIGO。2児の母。

## 来歴
高校在学中に地元神戸でモデル事務所にスカウトされ、2003年に「ミスSEVENTEEN」でモデルデビューを果たし、同年にテレビドラマ『美少女戦士セーラームーン』（中部日本放送）の火野レイ（セーラーマーズ）役で女優としてもデビューを果たした。
2006年5月13日公開の『間宮兄弟』で映画初出演を果たすと、その2週間後に公開の『水に棲む花』にも出演した。
同年9月公開のハリウッド映画の『ワイルド・スピードX3 TOKYO DRIFT』に出演。オーディションを通過しての出演で、登場シーンも少ないが、日本国内においても無名の女優の大抜擢となった。
同年10月公開の『チェリーパイ』にて、映画初主演。
2007年2月公開の『Dear Friends』では高校生ながらガンを患う主人公を熱演。
同年10月3日公開の『サウスバウンド』で、映画デビュー作の監督でもあった森田芳光監督の作品に再び出演する。
同年10月クールのテレビドラマ『モップガール』（テレビ朝日）で連続ドラマ初主演。
2008年7月クールのテレビドラマ『太陽と海の教室』で、フジテレビ月9枠のドラマに初めて出演。
2009年9月公開の『真夏のオリオン』で戦争を主題とした映画に初めて出演。紅一点の中、1人で2役を担い、現代と戦時中それぞれで別の女性を演じた。
同年10月公開の『わたし出すわ』にカメオ出演。自身3度目となる森田芳光監督の作品への出演となった。
2010年1月放送の『筆談ホステス』（TBS）で単発ドラマ初主演。
同年3月公開の映画『花のあと』にて、時代劇初挑戦。女性剣士の役を、吹き替えなしで演じた。
同年5月クールの『月の恋人〜Moon Lovers〜』でフジテレビ月9ドラマに3年連続出演。
2011年1月クールの『LADY〜最後の犯罪プロファイル〜』（TBS）でゴールデンタイムの連続ドラマ初主演。
2013年11月公開の『ルームメイト』では多重人格者の主人公役を務め、女性同士のキスシーンも演じた。
2014年2月公開の『抱きしめたい -真実の物語-』でも主演を務め、交通事故により身体の左半身と記憶能力に障害を持ちながらも明るく前向きにいる女性を熱演。
同年3月に事務所の後輩であるももいろクローバーZとのスペシャルユニット『きもクロZ』を結成（自身が主演を務めた日本テレビドラマ『悪夢ちゃん』シリーズのスペシャル版限定）。デビュー以来10年ぶりに本格的な歌やダンスの訓練を受けた。
2015年7月クールの『探偵の探偵』（フジテレビ）で主演。本格的なアクションシーンに挑戦し、その一環としてキックボクシングも習得した。
2016年1月11日、ロックバンド・BREAKERZのボーカルで歌手、タレントのDAIGOと結婚したことを所属事務所を通して発表した。婚姻届は都内の区役所に代理人を通じて提出。同日、都内にてツーショットで記者会見を行った。同年4月29日、都内で挙式し、グランドプリンスホテル新高輪で披露宴を行った。ちなみに入籍日がぞろ目だったこともあってか午前11時11分にちょうど出したという。
同年7月クールで結婚後初のドラマ出演となった『家売るオンナ』（日本テレビ）で主演を務める。同クール放送ドラマの初回・最終回・平均視聴率で第1位、他ドラマでは1度もなかった12%超えを10話中5回も記録するなど抜きん出た結果を出した。また、翌2017年5月26日には同作のスペシャル版『帰ってきた家売るオンナ』でも主演を務めた。
2017年8月放送の『ほんとにあった怖い話 夏の特別編2017』（フジテレビ）でオムニバス作品初出演。
同年12月公開の『探偵はBARにいる3』では、拳銃を使った芝居に初挑戦し、多彩な表情を見せるヒロイン役を演じた。
2018年の『西郷どん』でNHK大河ドラマ初出演（天璋院篤姫役）。
同年6月公開の『パンク侍、斬られて候』にヒロイン役で出演し、劇中で“腹踊り”を披露した。
同年8月公開で月川翔監督、ヒロイン・浜辺美波の『センセイ君主』にエキストラ出演。月川監督の前作で浜辺主演の『君の膵臓をたべたい』に出演した際に、同じシーンでの撮影がなかったことからダメもとでお願いされたものを快諾したが、浜辺からは「なんだかわからないと思いながら撮りました（笑）」と無下にされてしまった。
同年9月公開の『響 -HIBIKI-』の初日舞台では、主演の平手友梨奈のことを思って涙する一幕があった。また、平手と共にしゃべくり007に出演した際には、迫真のキメ顔で股を大きく開いて低く落とした腰を左右にゆらす“謎のダンス”を披露し、観覧の女性たちから気持ち悪いものを見るような悲鳴が起きるなど笑われ役を買って出る場面もあった。
同年10月6日放送の『オールスター感謝祭』（TBS）では、俳優力チャレンジに挑戦。生放送・高画質・4分間顔面どアップという女優にとって非常に不利な条件を全く苦にしない美貌を披露したうえに、「4分間まばたきをしない」を1人で成功させた。
同年11月公開の『スマホを落としただけなのに』で映画作品4年ぶりとなる主演を務め、公開から3週間で累計動員107万人、興行収入14億7193万のヒットを記録した。
2019年1月クールで『家売るオンナ』シリーズの第2シリーズとなる『家売るオンナの逆襲』で引き続き主演を務める。同クール放送ドラマで唯一となる全話視聴率10%超えを記録、平均視聴率は1位と0.01%差と再び結果を残した。
同年9月、「スターダストプロモーション第1回スター☆オーディション」のグランプリ受賞者発表にサプライズプレゼンターとして登場。イベント後の取材にも同席したが、グランプリを受賞した渡邉心結は、自身には目もくれずに目標とする人に事務所の後輩の永野芽郁を挙げたため、奇しくも新人から芸能界の厳しさを味わわされた。
同年秋頃に主演映画の役作りのため髪の毛を30センチ以上カットし、デビュー以来初めてのショートヘアで撮影に臨んだ。
同年12月発売のVoCE20年2月号のカバーを務めた際には、ショートヘアを生かして少年のような服装やメンズスーツに近い服装などマニッシュな姿を披露し大きな話題となった。
2020年2月に公開の『スマホを落としただけなのに』の続編に特別出演をし、初日舞台挨拶にサプライズ登場した。
同年4月22日、第一子を同年秋に出産予定と報じられ、それを受けて自身の公式サイトで正式に報告した。
同年8月、『2020文春文庫秋100ベストセレクション』のイメージキャラクターに就任。
同年9月7日、第一子となる女児を出産したことを自身の公式サイトで報告した。
産後から2か月となる同年11月2日、映画『ドクター・デスの遺産-BLACK FILE-』の完成報告イベントに出席し、出産後初の公の場に登場。超ハイスピード復帰となった。
同年11月9日には産後初バラエティとして『しゃべくり007』（日本テレビ）に出演し、有田哲平と”まばたき我慢”で対決。先述（2018年）の“まばたき”をさらに上回る5分50秒を記録し勝利した。また、産後2か月にもかかわらず高画質で6分近くの顔面アップを楽勝でこなすという美貌も披露した。なお、収録放送においてこのような類の企画は部分的にカットしたりCMを挟んだりするのが一般的だが、特別に5分50秒間フルで放送された。
2021年1月公開の『さんかく窓の外側は夜』に通行人役で出演。街中を歩行中に平手友梨奈演じるヒロインから呪いをかけられ、登場から僅か数秒で死亡するモブ役ではあったが、平手との再共演を果たした。
同年2月公開の映画『ファーストラヴ』で、映画では3年ぶりに主演を務めた。
同年4月クールの連続ドラマ『リコカツ』（TBS）でも主演を務め、若手美人女優が演じる後輩社員にパワハラをした挙句、その仕返しに「ババア」と罵られるシーンなどを熱演。第1話の無料見逃し配信の再生回数がTBSドラマの歴代1位を記録するなど初回放送から人気を博し、トータルでも民放公式テレビポータル『TVer』の番組別再生回数でも歴代1位となるなどヒット作となった。産後2か月でのスピード復帰からハイペースで仕事をこなし、同7か月での連続ドラマ主演でも結果を残した。
同年8月公開の映画『キネマの神様』にて、山田洋次監督作品に初出演を果たす。なお、所属事務所の後輩である永野芽郁がヒロインを務める中で自身は脇役であり、さらに共演者たちが永野のことは「本当にキュート」「メロメロになっていた」「とってもかわいい」などと絶賛するなど世代交代を感じさせる出演でもあった 。
2022年6月の劇場アニメ『それいけ!アンパンマン ドロリンとバケ～るカーニバル』の公開記念舞台挨拶では自身が演じた役の見た目になぞらえて共演者から冗談交じりに白塗りを提案された。
2023年のNHK大河ドラマ『どうする家康』でお市の方を演じる
。自身のNHK大河ドラマへの出演は5年ぶり2度目となる。同作ではお市の方の長女・茶々役も演じたが、こちらの配役は事前に公表されず放送で初めて明らかになった。
同年1月クールの 『女神の教室〜リーガル青春白書〜』で、フジテレビ月9枠のドラマに初主演する。
同年9月25日、第二子を妊娠していることを所属事務所の公式サイトで報告した。
同年、デビューから20周年を記念する写真集『「37」20th anniversary』を10月4日に発売。地元の神戸市でロケを行い、私にとって7年ぶりの（そして最後であろう）写真集ですと説明した。
2024年1月31日、第二子となる男児を出産したことを自身の公式サイトで報告した。

## 人物
小学2年生の時、阪神・淡路大震災（兵庫県南部地震）で被災した経験がある。
中学・高校時代の夢は精神科医。幼い頃から病弱だったため病院へ行く機会が多く、本人も病院が大好きだった。
高校で名門女子校の理系コースに通うが、成績が伸びず、模試の点数や偏差値で全てを評価されるのはおかしいと思い始めた時に芸能事務所からスカウトされる。気分転換にタレントのレッスンに通いたいと親に相談したところ、「それで成績が伸びるのならいいよ」と許可された。事務所に入って間もなく、『SEVENTEEN』と『美少女戦士セーラームーン』への出演が決まり上京した。
オリコン調査の『女性が選ぶ「なりたい顔」ランキング』で、2010年、2013年、2014年、2015年、2019年、2020年、2023年、2024年と8度に渡り首位を獲得している。
『中居正広のミになる図書館』（テレビ朝日）で、「5万人が本気で選んだ最も美人だと思う女性芸能人ランキング」で、ほぼ全世代で1位に選出される。
毒舌で知られている上沼恵美子からも「顔も性格も頭も良い」と評価されている才色兼備でもある。
JILLという猫（メインクーン）を飼っている。
ファンと身近に交流したいという思いがあり、2013年から毎年クリスマス前後に「北川ファミリーミーティング」と題した、ファンとの交流イベントを開催している。
宝塚歌劇団の大ファンである。
趣味は映画・音楽・絵画鑑賞と読書。村上春樹の『ノルウェイの森』が一番好きとしていたことがある。好きなアーティストはデヴィッド・ボウイ、The Police、J・ガイルズ・バンド、リンキン・パーク、ロッド・スチュワート、L'Arc〜en〜Ciel、X JAPAN、BOØWY、B'z、三浦大知。両親の影響で、1970年代及び1980年代の洋楽に詳しい。中でも、デヴィッド・ボウイは自身のブログで「神」と心から崇拝している。大学時代は2年生まで軽音楽サークルに所属。ドラムを担当していた。
慢性鼻炎、気管支喘息持ち、花粉アレルギー、紫外線アレルギー持ち。
旧姓の頃の実印を捨ててしまったという。
『落日』（WOWOW）共演以来、吉岡里帆に「姉さん」と慕われている。

## 出演

### テレビドラマ
太字は主演、もしくはメインキャラクター。
- 美少女戦士セーラームーン（2003年10月4日 - 2004年9月25日、CBC） - 火野レイ / セーラーマーズ 役[83]
- モップガール（2007年10月12日 - 12月14日、テレビ朝日・金曜ナイトドラマ） - 長谷川桃子 役
- 太陽と海の教室（2008年7月21日 - 9月22日、フジテレビ・月9） - ヒロイン・榎戸若葉 役
- ブザー・ビート〜崖っぷちのヒーロー〜（2009年7月13日 - 9月21日、フジテレビ・月9） - ヒロイン・白河莉子 役
- 筆談ホステス〜母と娘、愛と感動の25年。届け!わたしの心〜（2010年1月10日、MBS） - 斉藤里恵 役
- 月の恋人〜Moon Lovers〜（2010年5月10日 - 7月5日、フジテレビ・月9） - 大貫柚月 役
- LADY〜最後の犯罪プロファイル〜（2011年1月7日 - 3月25日、TBS・金曜ドラマ） - 香月翔子 役
- この世界の片隅に（2011年8月5日、日本テレビ） - 浦野（北條）すず 役
- 謎解きはディナーのあとで（フジテレビ） - ヒロイン・宝生麗子 役
  - 謎解きはディナーのあとで（2011年10月18日 - 12月20日、火9）
  - 謎解きはディナーのあとで スペシャル（2012年3月27日）
  - 謎解きはディナーのあとで スペシャル〜風祭警部の事件簿〜（2013年8月2日）
- みをつくし料理帖（テレビ朝日） - 澪 役
  - みをつくし料理帖（2012年9月22日）
  - みをつくし料理帖 第2弾（2014年6月8日、日曜エンターテインメント）
- 悪夢ちゃん（日本テレビ） - 武戸井彩未 役
  - 悪夢ちゃん（2012年10月13日 - 12月22日、土曜ドラマ）
  - 悪夢ちゃん スペシャル（2014年5月2日）
- 独身貴族（2013年10月10日 - 12月19日、フジテレビ・木曜劇場） - ヒロイン・春野ゆき 役
- HERO 第2シリーズ（2014年7月14日 - 9月22日、フジテレビ・月9） - ヒロイン・麻木千佳 役
- 探偵の探偵（2015年7月9日 - 9月17日、フジテレビ・木曜劇場） - 紗崎玲奈 役[84]
- 黒い樹海（2016年3月13日、テレビ朝日） - 笠原祥子 役[85]
- 家売るオンナ（日本テレビ） - 三軒屋万智 役
  - 家売るオンナ（2016年7月13日 - 9月14日、水曜ドラマ）[86]
  - 帰ってきた家売るオンナ（2017年5月26日）[87]
  - 家売るオンナの逆襲（2019年1月9日 - 3月13日、水曜ドラマ）
- ヒポクラテスの誓い（2016年10月2日 - 30日、WOWOW・連続ドラマW） - 栂野真琴 役[88]
- しあわせの記憶（2017年1月8日、MBS・TBS） - 夏波 役 [89]
- ほんとにあった怖い話 夏の特別編2017「コール」（2017年8月19日、フジテレビ） - 深川京香 役[90]
- 大河ドラマ（NHK）
  - 西郷どん（2018年） - 天璋院篤姫 役
  - どうする家康 第4回 - 第30回・第36回 - 最終回（2023年1月29日 - 8月6日・9月24日 - 12月17日） - お市 / 茶々 役[54][91]
- 指定弁護士（2018年9月23日、テレビ朝日） - 一ツ木唯 役[92]
- フェイクニュース あるいはどこか遠くの戦争の話（2018年10月20日・27日、NHK総合・土曜ドラマ） - 東雲樹 役[93]
- リコカツ（2021年4月16日 - 6月18日、TBS・金曜ドラマ） - 水口咲 役[94]
- 女神の教室〜リーガル青春白書〜（2023年1月9日 - 3月20日、フジテレビ・月9） - 柊木雫 役[95][96]
- イチケイのカラス スペシャル（2023年1月14日、フジテレビ） - 柊木雫 役[97]
- 連続ドラマW 落日（2023年9月10日 - 10月1日、WOWOW） - 長谷部香 役[98][99]
- 花のれん（2025年3月8日、テレビ朝日） - 河島多加 役[100][101]
- あなたを奪ったその日から（2025年4月21日 - 6月30日、関西テレビ・フジテレビ） - 中越紘海 役[102][103]
- 連続テレビ小説 ばけばけ（2025年後期 - 、NHK） - 雨清水タエ 役[104]

### 映画
太字は主演、もしくはメインキャラクター。
- 間宮兄弟（2006年5月13日） - 本間夕美 役
- 水に棲む花（2006年5月27日） - 水地立夏 役
- ワイルド・スピードX3 TOKYO DRIFT（2006年9月16日） - レイコ 役
- チェリーパイ（2006年10月7日） - 清原つぐみ 役
- Dear Friends（2007年2月3日） - 高橋リナ 役
- そのときは彼によろしく（2007年6月2日） - 葛城桃香 役
- サウスバウンド（2007年10月6日） - 上原洋子 役
- ヒートアイランド （2007年10月20日） - ヒロイン・ナオ 役
- ハンサム★スーツ（2008年11月1日） - ヒロイン・星野寛子 役
- 真夏のオリオン（2009年6月13日） - ヒロイン・有沢志津子 / 倉本いずみ 役（二役）
- わたし出すわ（2009年10月31日） - 場をわきまえない記者 役（カメオ出演）
- 花のあと（2010年3月13日） - 以登 役
- 瞬 またたき（2010年6月19日） - 園田泉美 役
- 死刑台のエレベーター（2010年10月9日） - 松本美加代 役
- パラダイス・キス（2011年6月4日） - 早坂紫 役
- 映画 謎解きはディナーのあとで（2013年8月3日） - ヒロイン・宝生麗子 役
- ルームメイト（2013年11月9日） - 萩尾春海 役
- ジャッジ!（2014年1月11日） - ヒロイン・大田ひかり 役
- 抱きしめたい -真実の物語-（2014年2月1日） - 山本つかさ 役
- 悪夢ちゃん The 夢ovie（2014年5月3日） - 武戸井彩未 役
- 愛を積むひと（2015年6月20日） - 小林聡子 役[105]
- HERO（2015年7月18日） - ヒロイン・麻木千佳 役
- の・ようなもの のようなもの（2016年1月16日） - ヒロイン・夕美 役[106]
- 破門 ふたりのヤクビョーガミ（2017年1月28日） - ヒロイン・渡辺悠紀 役[107]
- 君の膵臓をたべたい（2017年7月28日） - 恭子 役[108]
- 探偵はBARにいる3（2017年12月1日） - ヒロイン・岬マリ 役[109]
- パンク侍、斬られて候（2018年6月30日） - ヒロイン・ろん 役[110]
- 響 -HIBIKI-（2018年9月14日） - 花井ふみ 役[111]
- スマホを落としただけなのに - 稲葉麻美 役
  - スマホを落としただけなのに（2018年11月2日） - 主演[112]
  - スマホを落としただけなのに 囚われの殺人鬼（2020年2月21日） - 特別出演[113]
- ヒキタさん! ご懐妊ですよ（2019年10月4日） - ヒロイン・ヒキタサチ 役[114]
- ドクター・デスの遺産-BLACK FILE-（2020年11月13日） - 高千穂 役[115]
- 約束のネバーランド（2020年12月18日） - イザベラ 役
- ファーストラヴ（2021年2月11日） - 真壁由紀 役[34]
- キネマの神様（2021年8月6日） - 桂園子 役[51]
- 大河への道（2022年5月20日） - 観光課の課長・小林 / 伊能忠敬の元妻 役[116]
- ラーゲリより愛を込めて（2022年12月9日） - ヒロイン・山本モジミ 役[117]
- ナイトフラワー（2025年11月28日公開予定） - 永島夏希 役[118]

### 劇場アニメ
- マジック・ツリーハウス（2012年1月7日） - 主人公・ジャック 役（声）
- それいけ!アンパンマン ドロリンとバケ～るカーニバル（2022年6月24日） - ドロリン 役[119]
- 劇場版 美少女戦士セーラームーンCosmos 後編（2023年6月30日） - セーラーコスモス 役[120]

### ドキュメンタリー
- 輝く女「北川景子」（2012年4月7日、NHK BSプレミアム）
- 北川景子×地中海 女神たちを探して 前編・後編（2013年8月31日・9月7日、NHK BSプレミアム）
- 北川景子 悠久の都 トルコ イスタンブール 〜2人の皇后 愛の 軌跡を辿る〜（2014年12月30日、BSフジ）
- ザ・プレミアム 北川景子 垂直タイムトラベル in ローマ 前編・後編（2015年1月1日・1月2日、NHK BSプレミアム） - ナビゲーター[121]
- 「いよいよスタート！BS4K BS8K 開局スペシャル」ローマ中継（2018年12月1日、NHK）
- 「日本に恋したゴッホ～北川景子が歩く天才画家の旅路～」（2019年10月12日、BS日テレ）
- NHKスペシャル「あの日から25年 大震災の子どもたち」（2020年1月17日、NHK総合）
- 「絶景！瀬戸内アート旅　北川景子の感動島めぐり」（2022年1月1日、BS日テレ）
- セーラー戦士 20年目の同窓会（2023年12月25日、CBCテレビ）
- 「京都 天下人が愛した美 ～北川景子が迫る名宝の秘密」（2023年12月27日、BS日テレ）

### CM
- サントリー
  - ダイエットウォーター Let's（2007年4月 - 2008年2月）
  - カプセラ カプセル篇（2008年5月 - 2009年2月）
  - 金麦 クリアラベル（2014年5月 - ）
- NTTドコモ DoCoMo2.0（2007年5月 - 2008年4月）
- カネボウ化粧品
  - COFFRET D'OR（2007年12月 - 2010年11月、2013年6月 - 2016年2月）
  - SALA（2009年4月 - 2016年2月）
  - ALLIE（2011年2月 - 2016年2月）
- 江崎グリコ
  - ハンディデザートアイス パリッテ（2008年4月 - 2013年3月）
  - ブレオ 息キレイ篇（2008年7月 - 2010年）
- Kana Flex オランウータン篇（2008年7月 - 2009年7月）
- ANA（ANAハローツアー） マッタリ〜ナ ホッコリ〜ナ OKINAWA「いい冬だな」編（2008年10月 - 2009年9月）
- SEED
  - vivid moon イメージキャラクター（2008年12月 - 2022年3月）
  - Fine UV イメージキャラクター（2010年3月 - ）
  - Eye coffret 1day UV イメージキャラクター（2012年6月 - 2022年6月）
  - Pureシリーズ イメージキャラクター（2013年3月 - ）
- 任天堂 トモダチコレクション（2010年5月13日 - 8月）[注 3]
- ソニー SONY
  - α NEX-3,C3,F3,5R,5T（2010年6月 - ）
  - サイバーショット DSC-WX5,WX7,WX30,TX55,WX100,HX10V（2010年8月 - ）
  - SONY 4Kテレビ ブラビア（2015年6月 - ）
- オンワード樫山 anySiS by KUMIKYOKU SiS（2010年9月 - 2014年8月）
- アサヒビール
  - くつろぎ仕込〈4VG〉（2010年9月 - 2011年）
  - アサヒスーパードライ ジャパンスペシャル（2017年5月 - 2019年4月）[122]
- 味の素 クノールカップスープ（2010年9月 - 2012年9月）[注 4]
- サマンサタバサ with×サマンサコラボバッグ（2010年9月 - 10月）
- Sony Ericsson サイバーショットケータイ S006（2011年2月 - 2012年1月）
- アサヒ飲料 三ツ矢サイダー（2011年4月 - 2012年3月）
- 住友生命（2011年4月 - 2014年3月）
- Reebok REALFLEX・SHAPEWEAR イメージキャラクター（2012年1月 - 2012年12月）
- キリンビバレッジ 生茶, 生茶 緑の野菜のブレンド茶plus（2012年3月 - 2013年2月）
- シチズン クロスシー ブランドイメージキャラクター（2012年10月 - ）[123]
- トヨタ アルファード（2015年1月 - 2016年12月）
- アサヒフードアンドヘルスケア MINTIA（2015年3月 - 2017年2月）[124]
- KOSE
  - エスプリーク（2016年2月 - 2025年8月）[125]
  - 白澄（2016年2月 - 2017年）
  - ONE BY KOSÉ（2017年1月 - ）[126]
- AGF ブレンディ カフェラトリースティック（2016年10月 - ）[127]
- 三菱重工サーマルシステムズ AirFlex（2017年2月 - ）[128]
- 第一三共ヘルスケア ロキソニンSプレミアム（2018年4月 - 2020年）[129]
- 大正製薬 ALFE（2021年7月 - ）
- 東京海上日動 Total assist 自動車保険（2022年8月 - ）
- 森永ビスケット ムーンライト（2022年10月 - ）
- 興和 コルゲン コーワLX錠（2024年3月 - ）

### アパレル
- Didi by florence × 北川景子コラボライン（2008年 秋冬）
- anySiS by KUMIKYOKU SiS × 北川景子（2010年8月 - 2014年7月）（イメージモデルおよびコラボレーション）
- PARIGOT イメージキャラクター（2015年4月 - 2016年3月）

### その他
- 文藝春秋「2020文春文庫秋100ベストセレクション」イメージキャラクター（2020年8月20日 - ）[41]
- 興和「TENERITA（テネリータ）」イメージビジュアル（2024年3月 - ）

## 書籍
- ハリウッドへ行っちゃった!北川景子STYLISH STREET BOOK（Angel Works）（2006年9月8日、SDP、ISBN 978-4903620015）
- 女優メイク（2007年10月、SDP、ISBN 978-4903620183）
- 美女採集 Asami Kiyokawa catch the girl（2007年12月、INFASパブリケーションズ、ISBN 978-4062177290）
- 女優メイク Part II（2010年4月、SDP、ISBN 978-4903620732）
- 映画『パラダイス・キス』official 紫 by 北川景子 Fashion Photo BOOK （2011年5月、祥伝社ムック、ISBN 978-4396820626）
- PARIGOT:Light in the Night in Marunouchi（2015年4月） - PARIGOT ONLINEとPARIGOT全店舗のみでの限定販売[130]

### 写真集
- Dear Friends（2007年1月、角川グループパブリッシング、撮影：中岡美樹・斉藤敦、ISBN 978-4048949064）
- 27（2013年8月22日、SDP、撮影：中村和孝、ISBN 978-4906953103）
- 30（2016年12月5日、SDP、撮影：中村和孝、ISBN 978-4906953394）[131]
- 「37」20th anniversary（2023年10月4日、SDP、撮影：中村和孝・内田将二、ISBN 978-4-910528-35-9）[132]

## 作品

### Blu-ray & DVD
- 北川景子1st写真集Making Documentary「27+」（2013年11月、SDP）

## 受賞歴
- 2009年度

  - 第13回日刊スポーツ ドラマグランプリ 夏ドラマ 主演女優賞（『ブザー・ビート〜崖っぷちのヒーロー〜』）[要出典]
- 2015年度
  - 第39回エランドール賞 新人賞[133]
  - 第1回コンフィデンスアワード・ドラマ賞 主演女優賞（『探偵の探偵』）[134][135]
- 2016年度
  - 第20回日刊スポーツ ドラマグランプリ 夏ドラマ 主演女優賞（『家売るオンナ』）[136]
  - 第90回ザテレビジョンドラマアカデミー賞 最優秀主演女優賞（『家売るオンナ』）[137]
- 2018年度
  - 第41回日本アカデミー賞 優秀助演女優賞（『探偵はBARにいる3』）
  - 2018 美的ベストビューティウーマン[138]
- 2021年度
  - 2021 美的ベストビューティウーマン[139]
- 2023年度
  - TV station ドラマ大賞 2023 助演女優賞（『どうする家康』）[140]
  - 第32回橋田賞（『どうする家康』『女神の教室〜リーガル青春白書〜』）[141]